# Кертаварман
Кертаварман (д/н — 628) — 8-й магараджа індуїстської держави Таруманагара у 561—628 роках.

## Життєпис
Син магараджи Сурьявармана. Інформації про Кертавармана небагато. Його ім'я вказано лише в рукописі Вангсакерти. Спадкував трон 561 року. Панував 67 років. Одружився з Сет'яваті (донькою збирача дров Кі Прангдамі з касти шудр). Ситуація ускладнилася тим, що Сет'яваті прикинулася вагітною від магараджи. Щоб приховати цей скандал, Кертаварман також виховав названого сина Браджагірі. Це в свою чергу викликало невдаволеення знаті. 
Разом з тим ймовірно в цей час з Таруманагара було відправлено посольство до двору династії Суй. 612 року повстав Ретікандаюн, що за жіночою лінією був родичем магараджи. Останній не зміг протидіяти цьому, внаслідок чого утворилася держава Галух. Помер Кертаварман у 628 році. Йому спадкував брат Судхаварман в обхід пошлюбного сина Ракеян Санканга.